# 지방도 제911호선
지방도 제911호선은 경상북도 영덕군 지품면 황장리 황장삼거리에서 영양군 일월면 가곡리를 잇는 경상북도의 지방도이다.

## 연혁
- 2000년 12월 7일 : 답곡교(영양군 석보면 원리 ~ 답곡리) 584m 구간 재가설 개통[1]
- 2002년 12월 20일 : 상청교(영양군 청기면 상청리) 480m 구간 재가설 개통[2]
- 2003년 2월 20일 : 노선 폐지 및 재지정[3]
- 2007년 11월 : 연당교(영양군 입암면 연당리) 348m 구간 재가설 개통[4]
- 2016년 8월 4일 : 방전우회도로(영양군 입암면 방전리) 455m 구간 개통, 기존 550m 구간 폐지[5]
- 2018년 11월 15일 : 노선 변경으로 총 연장이 42.8km에서 42.7km로 단축.[6]
- 2021년 12월 6일 : 실연장 반영으로 총 연장이 42.73km에서 42.46km로 변경.[7]

## 주요 경유지
- 영덕군
  - 지품면 황장삼거리 - 황장리

- 영양군
  - 석보면 화매리 - 화매삼거리 - 화매1교 - 화매보건진료소 - 화매교 - 택전리 - 신평교 - 답곡리 - 답곡교 - 석보중학교 - 원리교 - 원리리 - 석보교 - 지경리
  - 입암면 방전리 - (흥구) - 입암초등학교 방전분교(폐교) 노달교 - 고구령재 - 산해 교차로 - 청암1교 - 청암 교차로 - 청암교 - (선바위) - 연당교 - 연당리 - 임천교
  - 청기면 저리 - 소청교 - 상청리 - 상청교 - 청기리 - 망미교 - 청기보건지소 - 청기교 - 정족리 - (정족2교 동단) - 산운리
  - 일월면 가곡교 - 가곡리

## 중복 구간
- 영양군 석보면 (답곡1리) ~ (석보교 동단) : 지방도 제920호선과 중복
- 영양군 입암면 흥구교 남단 ~ 입암교삼거리 : 국도 제31호선과 중복
- 영양군 청기면 청기교 동단 ~ 정족2교 동단 : 지방도 제920호선과 중복

## 도로명
- 영덕군 지품면 황장삼거리 ~ 영양군 입암면 흥구교 북단(흥구) : 석보로
- 영양군 입암면 흥구교 북단(흥구) ~ 청암 교차로 : 영양로
- 영양군 입암면 청암 교차로 ~ 일월면 가곡리 : 청기로